# 尼泊爾性交易產業
賣淫業，在尼泊爾是非法活動，在尼泊爾賣淫是非法的。聯合國艾滋病規劃署估計該國有67,300名妓女。

## 官方政策
儘管尼泊爾沒有專門將性工作定為刑事犯罪的法律，但在整個1980年代頒布的一些法律將尼泊爾境內外用於性工作的人口販運定為刑事犯罪。許多這些法律有時也被用於指控性工作者，這是因為缺乏區分性交易場景和性工作的知識。性工作是一個術語，用於指代世界各地合法和非法性產業的各個方面。性工作有多種形式，包括身體和語言形式。這種區別尚未被真正理解。因此，尼泊爾境內頒布的許多打擊販賣人口的政策和法律不應用於性工作。試圖阻止真正的奴隸制的法律被濫用於性工作者、客戶和其他參與性行業的人。
1986 年，尼泊爾通過了《人口販運（控制）法》，旨在制止以賣淫形式進行的人口販運。然而與許多其他行為一樣，該法案被證明是無效的，主要是因為該法案“主要旨在將賣淫定為刑事犯罪，而不是遏制人口販運活動。”
2008 年，《人口販運和運輸（控制）法》將賣淫和賣淫獲得收入定為刑事犯罪，將其納入人口販運的定義。

## 進入性產業的原因
對許多人來說，進入性行業是他們在尼泊爾經濟生存的唯一途徑。然而，性工作並未得到官方承認。尼泊爾有大宗性交易案件，但自願性工作比許多人認為的更為普遍。
在當今整個南亞的發展中國家中，尼泊爾仍然是最貧困的國家之一。研究表明，大約38%的尼泊爾人每天的收入低於1美元，82%的人每天收入低於2美元。由於貧困率如此之高，尼泊爾農村貧困人口通常家庭大，沒有土地或土地面積很小，文盲率很高，並且集中在特定的種族、種姓和少數群體中。這些貧困問題是許多人（包括天然性別和跨性別男性和女性）進入尼泊爾性行業的部分原因。由於他們的家庭很大，這些性工作者需要找到一種方法來幫助家庭。更具體地說，女性性工作者和一般女性沒有多少機會擺脫使她們陷入貧困的家庭環境和責任，所以她們唯一的選擇就是從事性工作。 
與許多其他南亞國家一樣，尼泊爾為女性提供的資源有限。最近，尼泊爾政府承認婦女在家庭參與、身體完整、所有權和整體公民自由方面的更多權利。 然而，這並沒有改變這樣一個事實，即女性在尼泊爾社會中的代表性仍然嚴重不足，並且沒有與男性相同的權利。

## 短期影響
許多人進入性工作領域是希望為家人和自己找到更好的機會。尼泊爾尤其如此，它被列為世界上人類發展指數最低的國家之一，在聯合國人類發展指數中排名第 143 位，人類發展指數為 0.458 。因為性工作者通常屬於尼泊爾（聯合國尼泊爾組織進行的一項調查，顯示大多數性工作者來自塔芒族和達利特）、印度和其他南亞國家種姓制度的低種姓成員，他們覺得性工作是她們真正改善自己和家人生活的唯一機會。尼泊爾種姓制度使任何階級的人都很難升到更高的階級。在罕見的情況下，特定種姓的成員已經崛起，即使在這些情況下，成員也只能在自己的種姓范圍內崛起。由於這個社會陷阱，性工作被視為逃離社會組織的一種方式。性工作可以讓低種姓的人以不同的方式養家糊口。從短期來看，進入性行業似乎是一個合乎邏輯的解決方案，因為這些性工作者中的許多人賺到的錢可以用來改善他們的家庭。 
但她們也受性病和侵犯人權的威脅。

## 喪失人權
在尼泊爾，賣淫通常是由有組織犯罪集團經營的。在尼泊爾等國，性產業佔國內生產總值的 2-14%。因此，就官員和警察內部而言，存在極大的腐敗誘因。因此從事性工作的女性很多時候被逼噤聲。

## 性販運
尼泊爾是遭受性交易的婦女和兒童的來源國、過境國和目的地國。尼泊爾婦女和女童在尼泊爾、印度、中東、亞洲和撒哈拉以南非洲遭受性交易。許多尼泊爾人，包括兒童，他們的家園或生計在2015年尼泊爾地震中被摧毀，使他們仍然容易被販賣。販運者越來越多地利用社交媒體和移動技術來引誘和欺騙受害者(主要目的地是印度)。